# Kasza

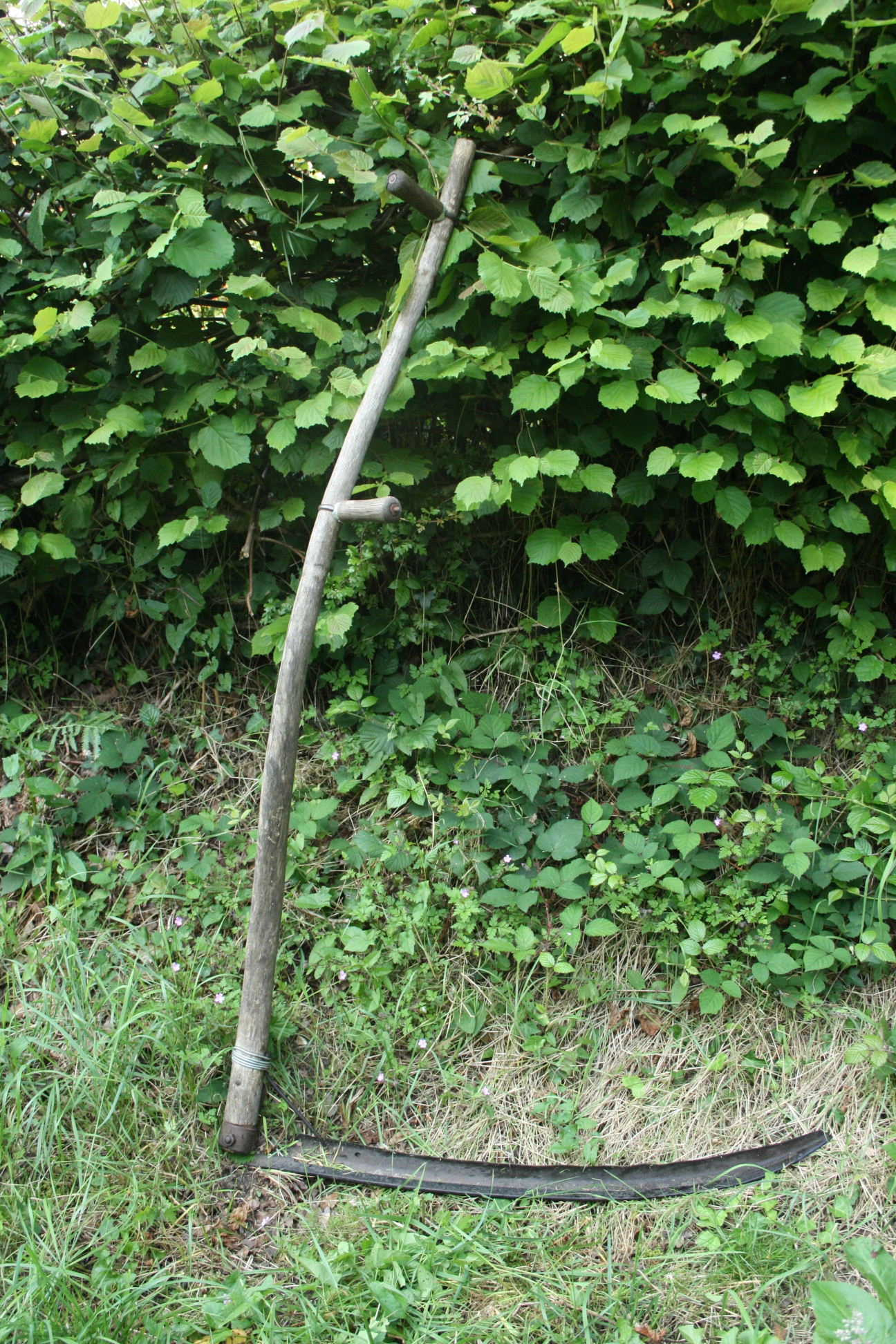
Hagyományos fából készült kasza

A kasza egy mezőgazdasági kézi eszköz, amit fűnyírásra vagy gabonafélék aratására használnak. Használatát nagyrészt a gépi eszközök váltották fel mint a kombájn, de Ázsia és Európa egyes területein használják még gépek helyett is.

## Szerkezete
A kasza szerkezete nagyon egyszerű: nyélből és a rá erősített pengéből áll. A nyél olyan hosszú, hogy a kaszáló jól tudja használni a réten v. gabonaföldön a szerszámot. A pengét nagyjából merőlegesen erősítik a hosszú nyélre. A kasza részei:
- kaszacsapó
- kasza nyaka és karikája
- penge
- kaszanyél
- kacs (itt fogjuk meg)
- mankó (nyél felső része, itt is megfogjuk munkavégzéskor).[1]

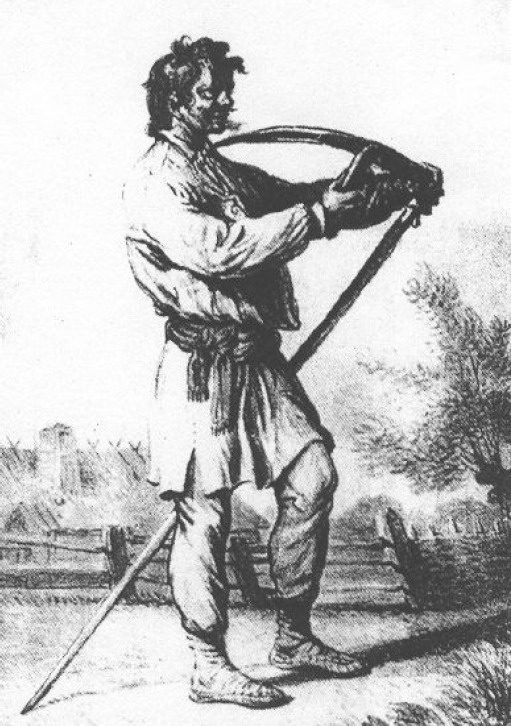
Paraszt kaszával. Jean-Pierre Norblin műve, 18. század

## Használata
Aratáskor valamint szálas növények vágásánál: a kaszát két kézzel fogjuk, egyik kezünkkel a nyele végét, másikkal a fogantyút. Vágáskor a kasza pengéjét a talajjal párhuzamosan kell tartani, valamint igyekezni, hogy ne a penge hegye, hanem a nyélhez közelebb eső része végezze a vágást, így hatékonyabb a munka. Ha a vágandó növények megdőltek, a dőlés irányába haladjunk a kaszával. A kaszát kaszakővel élesítik, tartják karban.

## Története
A magyarok már jóval a Kárpát-medencébe érkezésük előtt ismerték a sarlót, méghozzá nemcsak a horgast, hanem a fejlettebb ívsarlót is. Az ívsarló átvétele után alakult ki a horgas sarlóból a rövid kasza is, amit a mai hosszú kaszák elődjeként a fű vágására használtak.

## A mitológiában
A mitológiában gyakran előfordul, mint például Kronosszal, a Kaszással vagy az apokalipszis négy lovasával összefüggésben. Ez a Bibliából eredő hiedelemből jön, miszerint a halál kaszával aratja a lelkeket.

## Harcászati vonatkozásban
Középkori kézifegyverek listája